# Estadio Hermanos Llana
Hermanos Llana es el nombre que recibe el estadio de fútbol donde juega sus partidos habitualmente el Astur Club de Fútbol. Durante cuatro años, de 2003 a 2007, el equipo jugó de local con el nombre de Oviedo Astur Club de Fútbol, renombrado a partir del tradicional Astur CF. Desde 2007, tras recuperar el nombre del club vuelve a jugar los partidos de local como Astur Club de Fútbol. Tiene un aforo para 800 espectadores y una superficie de césped artificial.
Este estadio está situado a escasos metros del Nuevo Carlos Tartiere, estadio donde juega habitualmente sus partidos el Real Oviedo.